# Horn Gábor
Horn Gábor (Szombathely, 1955. november 25. –) magyar közgazdász, tanár és politikus, a rendszerváltás utáni liberális Szabad Demokraták Szövetsége (SZDSZ) egyik meghatározó alakja. 1994 és 2010 között országgyűlési képviselő, többször volt az SZDSZ frakcióvezető-helyettese, valamint 2002–2008 között a Miniszterelnöki Hivatal politikai államtitkára a Medgyessy- és Gyurcsány-kormányok idején. Emellett 2002–2009-ben a párt kampányfőnöki feladatait látta el. 2010 óta a Republikon Intézet vezetője, és gyakran nyilatkozik politikai elemzőként a médiában.

## Családi háttér
Apai ágon egy módos zsidó polgári családból származik; egyik nagyanyja svájci származású volt, családjának egy része ma is Svájcban él. A család budapesti és a mai Szlovákia területén fekvő vagyonának jelentős részét a zsidótörvények, illetve a második világháború következtében veszítette el. Édesapja, Horn Miklós középiskolai tanár és igazgató volt, aki 1956-ban reformkommunistaként részt vett a forradalomban – emiatt 1957-től másfél évig vizsgálati fogságban tartották –, később pedig a budapesti Kereskedelmi és Vendéglátó-ipari Főiskola főigazgató-helyetteseként, majd főigazgatójaként dolgozott. Édesanyja, Csák Erzsébet közgazdaságtant tanított középiskolai tanárként. Három testvére van: György (1951) Péter (1957) és Ágnes (1960) tanár. Horn Gábor élettársa Bakonyi Éva közgazdász volt, akivel 1982-től élt együtt; két gyermekük született, Ádám (1983) és Anna (1987). Később feleségül vette Niedermüller Annát, Niedermüller Péter politikus lányát, így Niedermüller Horn Gábor apósa lett.

## Tanulmányai
Horn Gábor Budapesten nőtt fel, általános és középiskoláit már ott végezte. 1974-ben érettségizett a budapesti Zrínyi Ilona Gimnáziumban. 1976-tól a Marx Károly Közgazdaságtudományi Egyetem hallgatója volt, ahol 1980-ban közgazdász-tanári oklevelet szerzett. Egyetemi évei alatt aktív szerepet vállalt a Rajk László Szakkollégium és a Társadalomelméleti Szakkollégium munkájában.

## Pályafutása

### Tanárként
1980-ban szerzett diplomája után tíz éven át tanárként dolgozott Budapesten, a I. István Közgazdasági Szakközépiskolában, ahol politikai gazdaságtant és pénzügyi ismereteket tanított. Már a nyolcvanas évek közepén bekapcsolódott az oktatás megújítását célzó kezdeményezésekbe: 1985-től részt vett a Magyar Tudományos Akadémia egyik iskolakísérleti programjában, amely a közgazdasági képzés modernizálására törekedett. Barátaival együtt 1990-ben alapítványi formában létrehozta a Közgazdasági Politechnikum nevű alternatív középiskolát, amelynek 1990–2002 között pedagógiai vezetője is volt.

### Politikusként
A rendszerváltás idején, 1989 szeptemberében Horn Gábor belépett az SZDSZ-be, bekapcsolódva a szerveződő liberális párt munkájába. A párt oktatáspolitikai műhelyének vezetőjeként nevéhez fűződik az SZDSZ liberális oktatási programjának kidolgozása a „Kormányzati felelősséggel” című cselekvési program keretében. 1994-től országgyűlési képviselőként tevékenykedett – mandátumát az SZDSZ országos listájáról nyerte el, és egészen 2010-ig megszakítás nélkül tagja volt a magyar Parlamentnek. A parlamentben az Oktatási, tudományos, ifjúsági és sport állandó bizottság tagjaként kezdte munkáját (az ellenőrzési albizottságban is dolgozott), 1996-tól pedig a Kulturális és sajtó bizottság munkájában is részt vett. Az SZDSZ-frakción belül az oktatási munkacsoport vezetője volt, emellett frakcióvezető-helyettesi tisztséget is betöltött. 1996 novemberében bekerült a párt országos ügyvivői testületébe is, és a párt Országos Tanácsának (OT) tagja lett. 1998-ban szerkesztőként közreműködött az SZDSZ Modern európai Magyarország, 1998–2002 című választási programkötetében. Horn Gábor a 2002-es országgyűlési választások után, az MSZP–SZDSZ koalíció idején a Miniszterelnöki Hivatal politikai államtitkára lett, feladata a két kormánypárt közötti koalíciós egyeztetések koordinálása volt. Ezt a tisztséget 2002. június 7-től egészen 2008. április 30-ig betöltötte – mind a Medgyessy-kormány, mind az első és második Gyurcsány-kormány alatt –, amikor is az SZDSZ a kormánykoalíció felbomlásával kilépett a kabinetből. A 2006–2009 közötti időszakban Horn a liberális párt „örökös kampányfőnökeként” tevékenykedett, ő vezényelte az SZDSZ választási kampányait, köztük a 2009-es európai parlamenti választás előtt indított úgynevezett toleranciakampányt is. 2010-re az SZDSZ támogatottsága gyakorlatilag megszűnt, a párt nem jutott be a Parlamentbe, és Horn Gábor 16 év után elvesztette országgyűlési mandátumát. A liberális párt pár évvel később, 2013-ban formálisan is megszűnt (a bíróság 2021-ben törölte a nyilvántartásból).

### Közéleti szerepvállalása
Horn Gábor a politikusi pályája mellett mindig is aktív szerepet vállalt a civil szférában és az oktatásügyben. Már a rendszerváltás előtt ismert volt oktatáspolitikai és szakszervezeti tevékenységéről. 1988-ban az egyik alapítója volt a Pedagógusok Demokratikus Szakszervezetének (PDSZ), az első független tanári érdekvédelmi szervezetnek Magyarországon. 1989-től részt vett a szakszervezetek ernyőszervezete, a Független Szakszervezetek Demokratikus Ligája munkájában, később alelnöki posztot is betöltött, sőt 1992 májusa és 1993 januárja között – átmenetileg, megbízottként – a Liga elnöki feladatait is ellátta.
A civil oktatási szférában betöltött szerepe ugyancsak jelentős: 1990-től – részben családi indíttatásra is – közreműködött a már említett Közgazdasági Politechnikum megalapításában, amely az elsők között kínált alternatív, alapítványi fenntartású középiskolai képzést. Emellett öt éven át vezette és koordinálta a Soros Alapítvány közoktatási programját is (1995 körül), amely a magyar közoktatás fejlesztését támogatta különböző projekteken keresztül. 1992-ben Horn Gábor részt vett az Alapítványi és Magániskolák Egyesülete megalapításában, amely az alternatív iskolák érdekképviseletét látja el. 1989-ben alapító kurátora volt a Világi Zsidó Iskolák Alapítványának is, melynek célja világi zsidó iskola létrehozása volt Magyarországon. A kilencvenes évektől kezdve publikált oktatáspolitikai tárgyú írásokat országos napilapokban és szaklapokban. Szerkesztője volt a Magyar Televízió „Iskolák a láthatáron” című oktatási műsorának, valamint a Soros Alapítvány Közoktatási Füzetek című kiadványsorozatának.

### Aktuális tevékenységek és pozíciók
Horn Gábor a 2010 utáni időszakban már nem viselt választott politikai tisztséget, de változatlanul aktív a közéletben. 2010 óta a Republikon Alapítvány kuratóriumi elnökeként dolgozik, irányítva a hozzá kapcsolódó Republikon Intézet stratégiai tevékenységét. A Republikon Intézet a liberális oldalhoz közelálló elemző műhelyként ismert, rendszeresen készít közvélemény-kutatásokat és politikai elemzéseket. Horn Gábor az intézet képviseletében rendszeresen szerepel a médiában: televíziós, online és rádiós interjúkban értékeli a választások esélyeit, a pártok támogatottságát és a kormányzati intézkedéseket, valamint politikai elemzéseket is publikál. Emellett részt vesz civil kezdeményezésekben és szakmai konferenciákon, elsősorban oktatási, közpolitikai és demokratikus témákban.

## Kritika és viták

### A 2008-as népszavazás utáni botrány
Horn Gábor politikai pályafutását több esetben kísérték éles viták és kritikai visszhangok. A legemlékezetesebb eset 2008-ban, a vizitdíjról és tandíjról szóló népszavazás éjszakáján történt. Horn, aki ekkor az SZDSZ koalíciós egyeztetésért felelős államtitkára volt, a Hír TV kamerája előtt nyersen kommentálta Gyurcsány Ferenc miniszterelnök népszavazási értékelő beszédét. Szavai szerint „Nem azt mondták, Feri, hanem azt, hogy menj a picsába! Valljuk be.” – utalva arra, hogy a választók üzenete a kormánynak egyértelmű elutasítás volt. A vulgaritás miatt Horn Gábor erős bírálatokat kapott: a kormánypárti MSZP több politikusa is az államtitkár lemondását követelte az eset utáni. Horn Gábor másnap közleményben kért elnézést trágár kijelentéséért, de az ügy így is hozzájárult az SZDSZ és Gyurcsány Ferenc közti feszültség eszkalálódásához. Néhány héttel később az SZDSZ kilépett a koalícióból, Horn pedig távozott államtitkári posztjáról.

### Toleranciakampány
2009-ben, az európai parlamenti választási kampány során az SZDSZ – Horn Gábor kampányfőnöksége alatt – úgynevezett toleranciakampányt indított, amelyben a melegek, romák, és más kisebbségek elfogadása mellett, a könnyű drogok dekriminalizálása kapott hangsúlyt. A kampány később a szélsőségekkel szembeni fellépésre helyezte a hangsúlyt. Az egyik plakáton egy 'szabad demokrata szavazót' jelképező férfi állt szemben egy árpádsávos szkinheddel. A Magyar Nemzet állítása szerint a plakáton látható figura valójában Tito Ortiz amerikai ketrecharcos volt, amit a sportoló ügyvédje a Magyar Hírlap szerint meg is erősített. Az SZDSZ közleményben cáfolta a hasonlóságot.

### Kritika a pártfinanszírozás rendszeréről
Egy 2012-es interjúban Horn Gábor nyíltan beszélt a pártfinanszírozással kapcsolatos visszásságokról is. Kifejtette, hogy szerinte nem véletlen: sok többmilliárdos, korrupciógyanús közbeszerzési ügyből végül nem lesz botrány, mivel „ezek mögött olyan politikai háttéralkuk vannak, amik miatt egyik oldalnak sem érdeke asztalt borítani” – utalva ezzel arra, hogy a kormánypártok és ellenzéki pártok hallgatólagos megállapodások mentén osztoztak a hasznon bizonyos esetekben. Az ilyen kijelentései is vegyes fogadtatásban részesültek: egyesek szerint Horn becsületesen feltárta a rendszer hibáit, míg mások azért bírálták, hogy aktív politikusként ő maga is részesévé vált ennek a „működési módnak”.

### Szerződések az apósa vezette önkormányzattal
Horn Gábort éles kritika érte 2024-ben, amikor sajtóhírek szerint az általa vezetett Republikon Intézet, valamint a hozzá köthető üzleti kör jelentős összegű megbízásokat kapott a budapesti VII. kerületi (Erzsébetvárosi) önkormányzattól. Az ügy nagy visszhangot váltott ki, mivel a kerület polgármestere Horn Gábor apósa, Niedermüller Péter, így felmerült az összeférhetetlenség és a nepotizmus gyanúja. A kiszivárgott adatok alapján 2019 és 2023 között több tízmillió forint értékben kötöttek szerződéseket Hornhoz köthető cégekkel és magával a Republikon Intézettel, például egy lakhatási közvélemény-kutatás elkészítésére. Az Élhető Erzsébetváros Egyesület képviselője morálisan elfogadhatatlannak és etikátlannak nevezte, hogy egy közpénzből gazdálkodó önkormányzat „gyakorlatilag a saját rokonával köt szerződést”. Horn Gábor azzal védekezett, hogy a megbízások szakmai alapon történtek, és visszautasította a korrupció vádját. Az eset ugyanakkor ráirányította a figyelmet a közszereplők családi és üzleti kapcsolatainak átláthatóságára.